# وراثت وابسته به ایکس مغلوب

شمایی از کروماتید کروموزوم ایکس.

زنان دو کروموزوم ایکس و مردان یک کروموزوم ایکس و یک کروموزوم Y دارند. هنگام تشکیل تخم، گامت ماده (تخمک) حتماً حاوی یک کروموزوم ایکس است ولی گامت نر (اسپرم) یا حاوی یک کروموزوم ایکس است یا حاوی یک کروموزوم Y. اگر اسپرم حاوی کروموزوم ایکس با تخمک لقاح یابد تخم حاصله جنین ماده خواهد شد ولی اگر اسپرم حاوی کروموزوم Y با تخمک لقاح یابد تخم حاصله جنین نر خواهد شد.
اگر ژن بیماری‌زا بر روی کروموزوم ایکس باشد می‌تواند از مادر به تمام فرزندان منتقل شود ولی از پدر فقط به فرزندان دختر منتقل می‌شود. حال این ژن بیماری‌زای وابسته به کروموزوم جنسی می‌تواند غالب یا مغلوب باشد. ژن غالب همیشه موجب بروز بیماری می‌شود چه ژن کروموزوم دیگر سالم باشد چه بیمار، ولی ژن مغلوب فقط وقتی ژن سالمی در سلول نباشد موجب بیماری می‌شود؛  ژن بیماری اگر روی کروموزوم ایکس باشد در مردان حتماً بروز می‌کند ولی در زنان فقط وقتی که هر دو کروموزوم ایکس دارای ژن بیماری‌زا باشند بروز می‌کند.
به زبان دقیق‌تر در بیماری‌های وابسته به کروموزوم ایکس مغلوب، در زنان باید هر دو کروموزوم ایکس معیوب باشند تا بیماری رخ دهد. اگر یک کروموزوم ایکس معیوب باشد بیماری رخ نمی‌دهد ولی قابل انتقال به فرزندان است. در مردان، معیوب بودن تنها کروموزوم ایکس سبب بیماری می‌شود.
از بیماری‌های ارثی وابسته به کروموزوم ایکس می‌توان از کوررنگی و هموفیلی نام برد؛ بنابراین، فردی که مبتلا به کوررنگی است، مادرش یا مبتلا به کوررنگی است یا ناقل بیماری.